# Mário A. Perini
Mário Alberto Perini (1943) é um linguista brasileiro conhecido por seus trabalhos sobre a gramática do português, especialmente a sintaxe. É professor emérito da Universidade Federal de Minas Gerais, tendo também lecionado na PUC de Minas Gerais, na Universidade Estadual de Campinas, na Universidade de Illinois e na Universidade do Mississippi. Em 2010, recebeu a Medalha Isidoro de Sevilha do Círculo Fluminense de Estudos Filológicos e Linguísticos e, em 2021, foi eleito Sócio Honorário da Associação Brasileira de Linguística.